# アイブロックス駅
座標: 北緯55度51分16秒 西経4度18分19秒 / 北緯55.85444度 西経4.30528度
アイブロックス駅（アイブロックスえき）はスコットランドグラスゴーに位置するグラスゴー地下鉄の駅である。

## 駅構造
方向別単式ホーム2面2線の地下駅。

## 駅周辺
- アイブロックス・スタジアム
- グラスゴーサイエンスセンター

## 歴史
- 1896年12月14日 - Copland Road駅として開業。
- 1977年 - 大規模工事開始。
- 1980年 - 大規模工事が終了し、Ibrox駅に改称。

## 利用状況
- 2005年の1年間の乗車人員は540,000人である。

## 隣の駅
■グラスゴー地下鉄
セスノック駅 - アイブロックス駅 - ゴヴァン駅